# Landsberg (Saalekreis)
Landsberg er en by i Saalekreis i den tyske delstat Sachsen-Anhalt.
Landsberg er administrationsby i Verwaltungsgemeinschaft Östlicher Saalkreis.

## Geografi
Landsberg ligger i trekanten mellem de tre byer Halle, Leipzig og Bitterfeld-Wolfen. Der er ca. 19 km i sydvestlig retning til Halle; Leipzig ligger ca. 25 km sydøst for von Landsberg og til Bitterfeld-Wolfen er der i nordlig retning ca. 15 km.

### Landsbyer og bydele
Til Landsberg hører følgende bydele
- Gollma,
- Gütz,
- Spickendorf,
- Reußen,
- Sietzsch,
- Queis med bebyggelsen Klepzig,
- Kockwitz
- Wiedersdorf
- Reinsdorf .